# K-szorosan összefüggő gráf
A matematika, azon belül a gráfelmélet területén G összefüggő gráfot akkor nevezünk k-szorosan összefüggő, k-összefüggő (vagy k-szorosan csúcsösszefüggő) gráfnak, ha több mint k csúcsa van, és kevesebb mint k csúcs eltávolítása után minden esetben összefüggő marad (minimális elvágó csúcshalmazának mérete k).
Egy gráf összefüggősége vagy csúcsösszefüggősége (jelölése: κ(G)) az a legnagyobb k szám, amire igaz, hogy a gráf k-szorosan csúcsösszefüggő. Konvenció szerint a Kn teljes gráf összefüggősége n − 1, az üres gráf összefüggősége pedig 0. Adott gráfban a csúcsösszefüggőség, az élösszefüggőség és a minimális fokszám között fennáll, hogy κ(G) ≤ κ’(G) ≤ δ(G).

## Definíciók

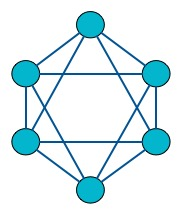
Egy 4-összefüggő gráf.

Egy gráf, ha nem teljes gráf, összefüggősége akkor k, ha k a legkisebb olyan részhalmazának a mérete, amit letörölve a gráf szétesik. A teljes gráfok nem szerepelnek ebben a definícióban, hiszen azok összefüggősége nem szüntethető meg csúcsok eltávolításával. Az n csúcsú teljes gráf n − 1-összefüggősége az első definícióból következtethető.
Ezzel ekvivalens meghatározás, hogy egy legalább két csúcsból álló gráf k-szorosan csúcsösszefüggő, ha bármely csúcspárjához található k db, a két csúcsot összekötő, csúcsfüggetlen (csúcsdiszjunkt) út; lásd Menger-tétel (Diestel 2005, p. 55). Ez a definíció szintén n − 1-et ad a Kn teljes gráf csúcsösszefüggőségére.
Az 1-összefüggő gráf neve egyszerűen összefüggő gráf. A 2-összefüggő gráfok fontos szerepet játszanak a hálózati redundancia biztosításában.

## Alkalmazásai

### Poliéder-kombinatorika
Bármely k dimenziós konvex politóp 1-váza (politópgráfja) k-összefüggő gráfot alkot (Balinski-tétel, Balinski 1961). Ennek részleges megfordítottja, a Steinitz-tétel szerint bármely 3-összefüggő egyszerű síkgráf egy konvex poliéder vázát alkotja.
Általánosabban, a 3-sphere regular cellulation conjecture (3-gömb reguláris csempézési sejtés) állítása szerint minden 2-összefüggő gráf a háromdimenziós gömbön található reguláris CW-komplexus 1-váza.

## Számítási bonyolultság
Egy bemeneti G gráf összefüggősége a következő módon számítható polinom időben: vegyük az összes lehetséges nem szomszédos eltávolítandó {\displaystyle (s,t)} csúcspárokat, felhasználva Menger tételét tudjuk, hogy az {\displaystyle (s,t)}-hez tartozó minimális elvágó halmaz megegyezik a köztük lévő páronként csúcsdiszjunkt utakkal, kódoljuk a bemeneti gráfot oly módon, hogy minden csúcsot duplázzunk meg élként, hogy a problémát a páronként élfüggetlen utak kiszámítására redukáljuk, majd számítsuk ki az ilyen utak maximális számát az {\displaystyle s} és {\displaystyle t} közötti maximális folyam számításával, ha minden él kapacitása 1; vegyük észre, hogy a gráfban a {\displaystyle k} értékű folyam az egészértékűség elve miatt {\displaystyle k} db, {\displaystyle s} és {\displaystyle t} között húzódó, páronként éldiszjunkt útnak felel meg.

## Fordítás
- Ez a szócikk részben vagy egészben a k-vertex-connected graph című angol Wikipédia-szócikk ezen változatának fordításán alapul.  Az eredeti cikk szerkesztőit annak laptörténete sorolja fel. Ez a jelzés csupán a megfogalmazás eredetét és a szerzői jogokat jelzi, nem szolgál a cikkben szereplő információk forrásmegjelöléseként.